# Cecil Moss
Cecil Moss (Riversdal, 12 de febrero de 1925 — 27 de octubre de 2017) fue un médico, jugador y entrenador sudafricano de rugby que se desempeñó como wing. Fue el entrenador de los Springboks durante los años 1980.

## Biografía
Moss se recibió de médico en la Universidad de Ciudad del Cabo. Debutó en la primera de la Western Province en 1944 y jugó con ellos hasta su retiro en 1958.
Fue parte del equipo del Dr. Christiaan Barnard que realizó el primer trasplante de corazón en el Mundo, al paciente Louis Washkansky.

### Selección nacional
Fue convocado a los Springboks para disputar cuatro partidos en 1949 y no marcó puntos.
En 1982 fue nombrado entrenador del seleccionado, con él al mando los Springboks triunfaron sobre los New Zealand Cavaliers. En 1984 convocó a Errol Tobias y Avril Williams, siendo la única ocasión en que dos negros (no hubo más) integraron conjuntamente el equipo durante la era del Apartheid.
Debido al apartheid se perdió la Copa Mundial de Rugby de 1987 junto a la llamada Generación perdida de los Springboks con las estrellas: los pilares Uli Schmidt y Flippie van der Merwe, el segunda línea Burger Geldenhuys, el octavo Jannie Breedt, el apertura Naas Botha, el centro Danie Gerber, el wing Carel du Plessis y el fullback Johan Heunis.

## Palmarés
- Campeón de la Currie Cup de 1947, 1954 y 1959.